# Na'at
El vocablo NA’AT proviene de la lengua maya y significa “entendimiento o conocimiento”.
En la cultura maya se utiliza principalmente para referirse a la acción de entender o comprender alguna cosa.

## Antecedentes

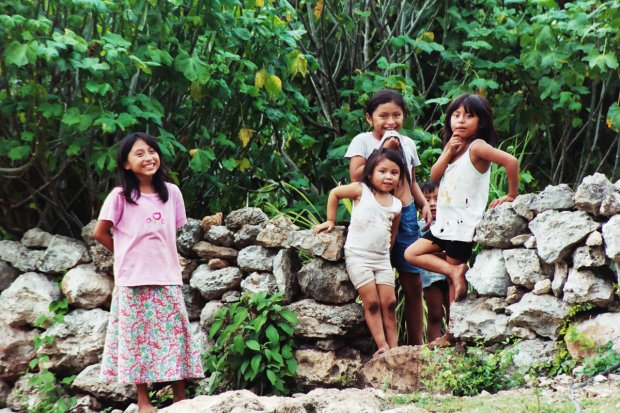
Niños mayas

Un estudio realizado en la comunidad milpera de Yucatán,  Popolá, cuya población desciende de los mayas; reveló el uso de la palabra na’at para describir el proceso natural de desarrollo personal de cada maya.
Dentro de la cultura maya el desarrollo infantil representa el despliegue del conocimiento o na’at, el cual no existe al nacer. A este estado del saber se le llama ma’ tóop’ u na’at, “aún no brota o no tiene abierto el entendimiento”. Es a la edad de 10 o 12 años que los niños toman conciencia de su comportamiento, con lo cual obtienen responsabilidad sobre sus acciones. A este estado se le llama yaan u na´at,' “que tiene entendimiento”.
Los mayas aseguran que este proceso es innato al ser humano: “Así como amanece, así se va teniendo entendimiento”. Al tomar conciencia de los propios actos, se obtiene entendimiento de uno mismo, es decir, se es consciente de tener un alma. “Ya tiene alma, ya tiene entendimiento”.
Así mismo se hace una aclaración entre sentimientos y entendimiento, los cuales significan cosas distintas. Los primeros residen en el corazón y se consideran un tipo de conocimiento que se recuerda de algo aprehendido anteriormente. En contraste, la razón -el entendimiento-, se encuentra en la cabeza y se adquiere a través del aprendizaje sensorial.

## Usos
El uso de la palabra na’at puede observarse en adivinanzas mayas, las cuales no sólo tenían el propósito de divertir al infante, sino acercarle a su cultura nativa y educarle en enseñanzas del hogar y actividades de la vida diaria. Eran utilizados igualmente entre los adultos como una forma para construir la identidad maya y de preservar el conocimiento entre las élites gubernamentales; era así como controlaban tanto el poder como el saber.
Ejemplos
“Na’at le ba’ala’ paalen: Juntúul wa’ala’an máak sáansamal tu sóolankil u paach”
“Siempre de pie está. Y día a día su piel se va”.
- Respuesta: Chakaj – El palo mulato.[5]

“Wa na'at na'ateche' na'at le na'ata': Na'aj ku na'akal, wi'ij ku lúubul”.
“Adivina adivinando: Barriga llena volando. Hambriento baja chiflando”.
- Respuesta: Bóolador wa ka'anal waak' - El cohete.[5]

“Wa na’at na’ateche’ na’at le na’ata: Yaan u vich ba’ale’ mina’an u yook, yaan u le’, teech a wojel u ts’ook”.
“Sólo te lo digo una vez: Tiene ojos, pero no ven. Sus hojas no son de papel. Está parado, pero no tiene pies. Al final ya sabes qué es”.
- Respuesta: Junkúul che’ – El árbol[5]